# غابرييل بومتشو
غابرييل بومتشو (بالرومانية: Gabriel Pometcu)‏ (مواليد 23 يوليو 1947) هو ملاكم روماني، مثّل بلاده في الألعاب الأولمبية الصيفية 1972.

## روابط خارجية
غابرييل بومتشو على موقع بوكس ريك (الإنجليزية) (registration required)
- غابرييل بومتشو على موقع اللجنة الأولمبية الدولية (الإنجليزية)
- غابرييل بومتشو على موقع أوليمبيديا (الإنجليزية)